# Châlette-sur-Loing
Pour les articles homonymes, voir Chalette et Loing (homonymie).
Châlette-sur-Loing est une commune française située dans le département du Loiret en région Centre-Val de Loire.

## Géographie

### Situation

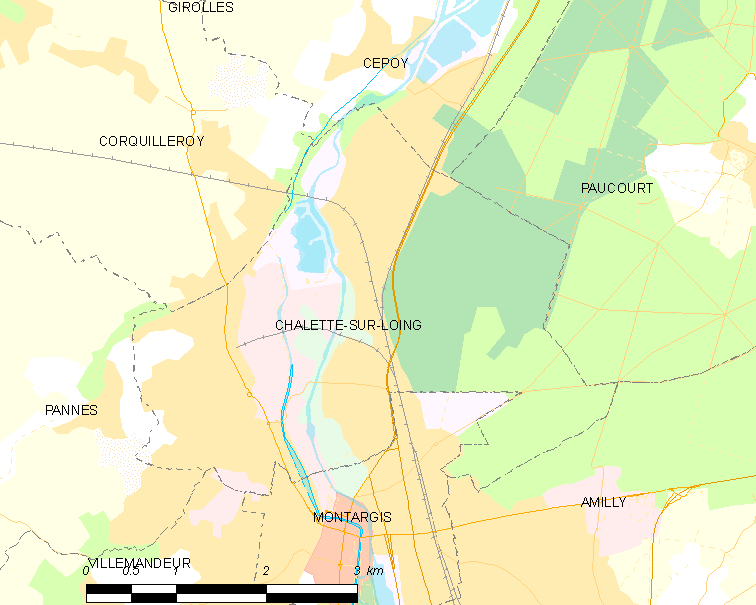
Carte de la commune de Châlette-sur-Loing et des communes limitrophes.

La commune de Châlette-sur-Loing se trouve dans le quadrant nord-est du département du Loiret, dans la région agricole du Gâtinais pauvre. À vol d'oiseau, elle se situe à 62,7 km  d'Orléans, préfecture du département et à 1,7 km de Montargis, sous-préfecture. La commune fait partie du bassin de vie de Montargis.
Les communes les plus proches sont : Montargis (1,7 km), Villemandeur (3 km), Cepoy (3,8 km), Corquilleroy (4,5 km), Amilly (4,8 km), Pannes (5 km), Paucourt (5,1 km), Girolles (5,6 km), Mormant-sur-Vernisson (7,1 km), Gondreville (7,3 km).

### Communes limitrophes
Les communes limitrophes sont  Amilly, Cepoy, Corquilleroy, Montargis, Pannes, Paucourt et Villemandeur.

### Géologie et relief

#### Géologie
La commune se situe dans le sud du Bassin parisien, le plus grand des trois bassins sédimentaires français. Cette vaste dépression, occupée dans le passé par des mers peu profondes et des lacs, a été comblée, au fur et à mesure que son socle s’affaissait, par des sables et des argiles, issus de l’érosion des reliefs alentour, ainsi que des calcaires d’origine biologique, formant ainsi une succession de couches géologiques.
Les couches affleurantes sur le territoire communal sont constituées de formations superficielles du Quaternaire et de roches sédimentaires datant du Cénozoïque, l'ère géologique la plus récente sur l'échelle des temps géologiques, débutant il y a 66 millions d'années, et du Mésozoïque, anciennement appelé Ère secondaire, qui s'étend de −252,2 à −66,0 Ma. La formation la plus ancienne est de la craie blanche à silex remontant à la période Crétacé. La formation la plus récente est des alluvions récentes des lits mineurs remontant à l’époque Holocène de la période Quaternaire. Le descriptif de ces couches est détaillé dans  la feuille « n°365 - Montargis » de la carte géologique au 1/50 000ème du département du Loiret, et sa notice associée.

Carte géologique de la commune

|  | Fz : | alluvions récentes des lits mineurs, Holocène                                                     |
|  | Fy : | alluvions récentes des levées et montilles de la Loire et des basses terrasses du Loing, Holocène |

|  | qOE : | Limons et Loess, Quaternaire |

|  | e4PN : | poudingue de Nemours, Paléocène-Éocène inférieur |

|  | e1-4Rc : | complexe argilo-sableux à silex = argiles à silex, Paléocène-Éocène inférieur |

|  | c5Cr : | craie blanche à silex, Campanien |
|  | c4Cr : | craie blanche à silex, Santonien |

#### Relief
La superficie cadastrale de la commune publiée par l’Insee, qui sert de référence dans toutes les statistiques, est de 13,13 km2,. La superficie géographique, issue de la BD Topo, composante du Référentiel à grande échelle produit par l'IGN, est quant à elle de 13,1 km2. Son relief est relativement plat puisque la dénivelée maximale atteint 37 mètres. L'altitude du territoire varie entre 77 m et 114 m.

### Hydrographie

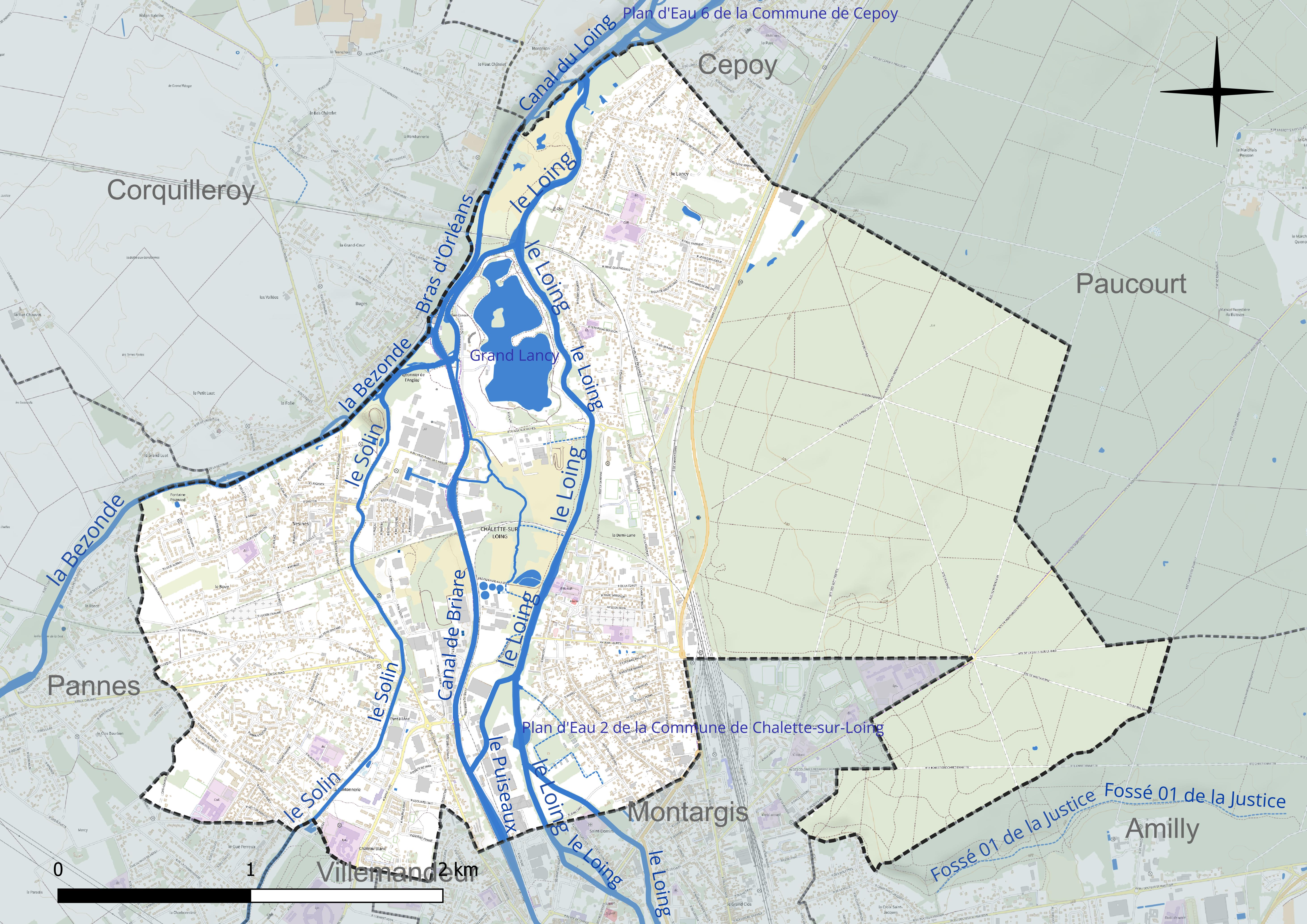
Réseau hydrographique de Châlette-sur-Loing.

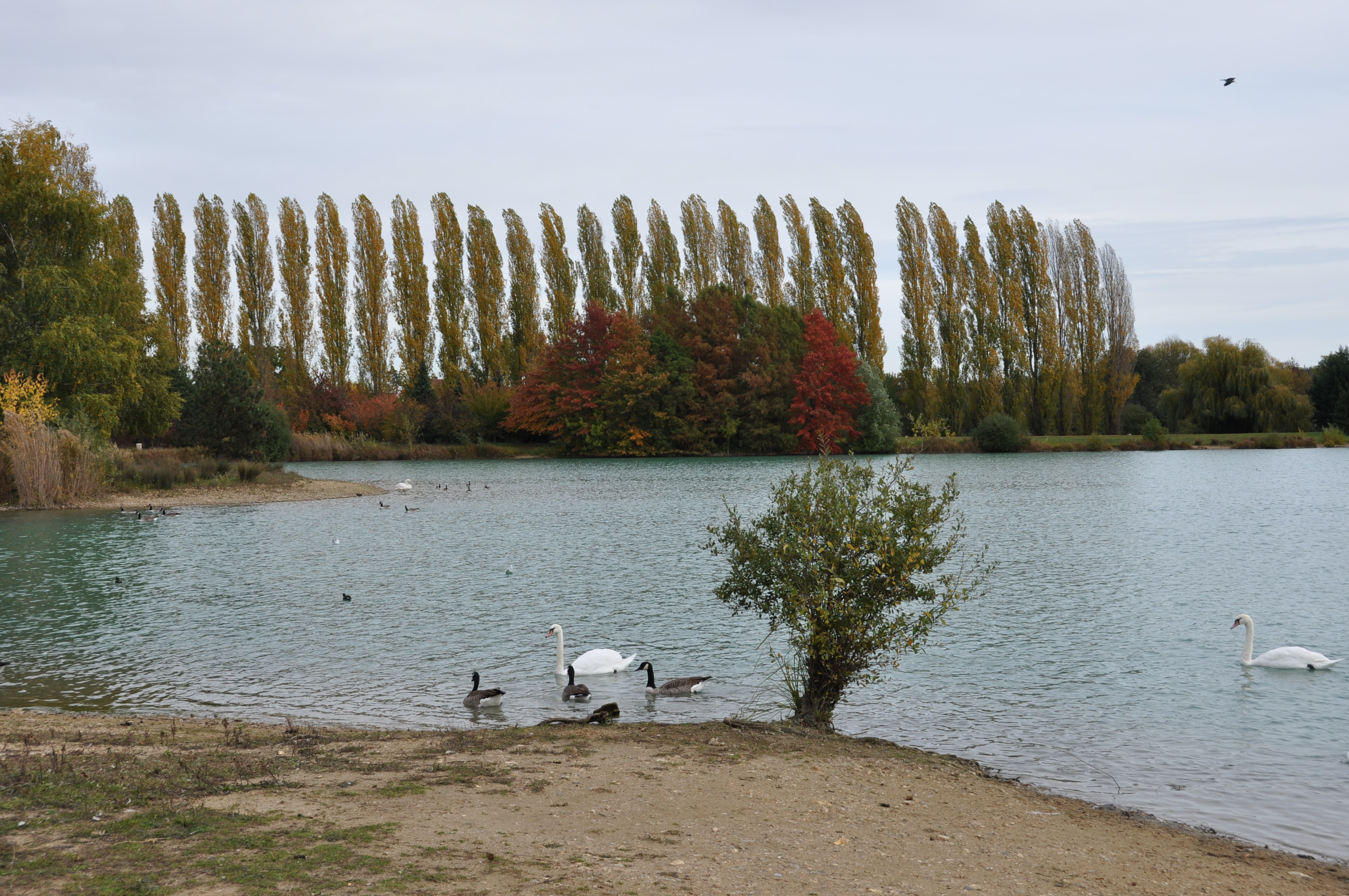
Lac de Châlette.

La commune possède un réseau hydrographique particulièrement développé, d'une longueur totale de 17,83 km, avec la présence de trois canaux, le canal de Briare (2,846 km), le canal d'Orléans (0,482 km), le canal du Loing (0,722 km), de quatre cours d'eau notables, le Loing (4,392 km), la Bezonde (1,362 km), le Puiseaux (1,04 km) et le Solin (3,855 km), et divers petits cours d'eau dont le canal 01 de la Commune de Chalette-sur-Loing (1,139 km), le cours d'eau 01 de la Commune de Chalette-sur-Loing (1,462 km), Le Loing (0,452 km) et un bras d'Orléans (0,08 km).
Le canal de Briare permet à la navigation de relier les fleuves de Loire et de Seine et est un des plus anciens canaux de France et le premier de type canal à bief de partage, prototype de tous les canaux modernes. Avec les 54 km de son parcours et ses 38 écluses, en suivant principalement les vallées du Loing côté Seine et de la Trézée côté Loire, il relie le canal du Loing, depuis le hameau de Buges, à la Loire et au canal latéral à la Loire à Briare. Le canal est géré par VNF.
Le canal d’Orléans court sur 78,65 kilomètres entre Orléans, où il débouche dans la Loire et Châlette-sur-Loing, où il rejoint le canal du Loing et le canal de Briare au niveau du bief de Buges-
Le canal du Loing est un canal construit au XVIIIe siècle qui assurait à l'origine avec le canal d'Orléans la jonction entre le bassin fluvial de la Loire et celui de la Seine. Contrairement au canal d'Orléans qui a vu son trafic disparaitre au début du XXe siècle, l'activité commerciale a perduré au-delà.
Le Loing, d'une longueur totale de 142,7 km, prend sa source à Sainte-Colombe-sur-Loing, arrose la Puisaye et le Gâtinais et se jette dans la Seine à Moret-Loing-et-Orvanne.
La station de Châlette-sur-Loing relève l'ensemble des paramètres hydrométrique du Loing. Le débit mensuel moyen (calculé sur 53 ans pour cette station) varie de 3,54 m3/s au mois de septembre à 26,20 m3/s au mois de février. Le Loing connaît toutefois en cas d'intempéries exceptionnelles des pics de débits importants, le maximum ayant été atteint sur cette station le 1er juin 2016 avec 454 m3/s et une hauteur de 3,44 m,.
La Bezonde, d'une longueur totale de 33,9 km, prend sa source dans la commune de Nesploy et se jette dans le Canal d'Orléans à Pannes, après avoir traversé d'ouest en est 10 communes. Sur le plan piscicole, la Bezonde est classée en deuxième catégorie piscicole. L'espèce biologique dominante est constituée essentiellement de poissons blancs (cyprinidés) et de carnassiers (brochet, sandre et perche).
Le Puiseaux, d'une longueur totale de 37,1 km, prend sa source dans la commune des Choux et se jette dans la Loing à Chalette-sur-Loing, après avoir traversé 12 communes. Le Solin, d'une longueur totale de 32,5 km, prend sa source dans la commune de Le Moulinet-sur-Solin et se jette dans le Loing à Châlette-sur-Loing, après avoir traversé 8 communes. Sur le plan piscicole, ces deux cours d'eau sont également classés en deuxième catégorie piscicole.

### Quartiers
Le Bourg, Vésines, le Lancy (habituellement divisé en Grand Lancy et Petit Lancy), la Pontonnerie, Château Blanc et quartier Kennedy.
Château Blanc et Kennedy deviennent un quartier prioritaire nommé « Le Plateau » dans le contrat avec l'ANRU, avec près de 4 500 habitants,. Vésines, également quartier prioritaire doit son important développement et la diversité de sa population à l'implantation en 1853 d'une manufacture de caoutchouc par un Américain, Hiram Hutchinson. Au sortir des deux guerres mondiales, l'usine recrute une main-d'œuvre étrangère successivement de diverses origines.

### Climat
Pour des articles plus généraux, voir Climat du Centre-Val de Loire et Climat du Loiret.
En 2010, le climat de la commune est de type climat océanique dégradé des plaines du Centre et du Nord, selon une étude du CNRS s'appuyant sur une série de données couvrant la période 1971-2000. En 2020, Météo-France publie une typologie des climats de la France métropolitaine dans laquelle la commune est exposée à un climat océanique altéré et est dans la région climatique Nord-est du bassin Parisien, caractérisée par un ensoleillement médiocre, une pluviométrie moyenne régulièrement répartie au cours de l’année et un hiver froid (3 °C).
Pour la période 1971-2000, la température annuelle moyenne est de 11 °C, avec une amplitude thermique annuelle de 15,8 °C. Le cumul annuel moyen de précipitations est de 684 mm, avec 10,7 jours de précipitations en janvier et 7,4 jours en juillet. Pour la période 1991-2020, la température moyenne annuelle observée sur la station météorologique de Météo-France la plus proche, sur la commune d'Amilly à 5 km à vol d'oiseau, est de 11,7 °C et le cumul annuel moyen de précipitations est de 642,8 mm,. Pour l'avenir, les paramètres climatiques de la commune estimés pour 2050 selon différents scénarios d'émission de gaz à effet de serre sont consultables sur un site dédié publié par Météo-France en novembre 2022.
| Mois                                  | jan.           | fév.           | mars          | avril         | mai           | juin           | jui.           | août           | sep.          | oct.            | nov.             | déc.           | année     |
| ------------------------------------- | -------------- | -------------- | ------------- | ------------- | ------------- | -------------- | -------------- | -------------- | ------------- | --------------- | ---------------- | -------------- | --------- |
| Température minimale moyenne (°C)     | 1,3            | 0,8            | 2,7           | 4,6           | 8,4           | 11,7           | 13,3           | 12,9           | 9,6           | 7,4             | 3,9              | 1,8            | 6,5       |
| Température moyenne (°C)              | 4,3            | 4,8            | 7,9           | 10,7          | 14,5          | 17,9           | 20             | 19,8           | 16            | 12,3            | 7,6              | 4,8            | 11,7      |
| Température maximale moyenne (°C)     | 7,4            | 8,9            | 13,1          | 16,7          | 20,6          | 24,2           | 26,8           | 26,7           | 22,4          | 17,2            | 11,2             | 7,9            | 16,9      |
| Record de froid (°C) date du record   | −21 17.01.1985 | −22 25.02.1986 | −13 01.03.05  | −6,3 04.04.22 | −1 04.05.1991 | 0,1 05.06.1991 | 3,9 04.07.1984 | 2,4 28.08.1974 | −1 29.09.1972 | −7,8 30.10.1997 | −11,2 23.11.1993 | −17,2 19.12.09 | −22 1986  |
| Record de chaleur (°C) date du record | 18 30.01.02    | 22 27.02.19    | 26,2 31.03.21 | 31 25.04.07   | 32,9 28.05.17 | 38,7 18.06.22  | 41,9 25.07.19  | 42,1 06.08.03  | 35,4 08.09.23 | 30,6 01.10.1985 | 22,7 03.11.1993  | 18 16.12.1989  | 42,1 2003 |
| Précipitations (mm)                   | 46,7           | 44,3           | 44,1          | 50,6          | 66,1          | 51,5           | 56,4           | 49,9           | 48,5          | 62              | 61,7             | 61             | 642,8     |

### Milieux naturels et biodiversité

#### Zones nationales d'intérêt écologique, faunistique et floristique

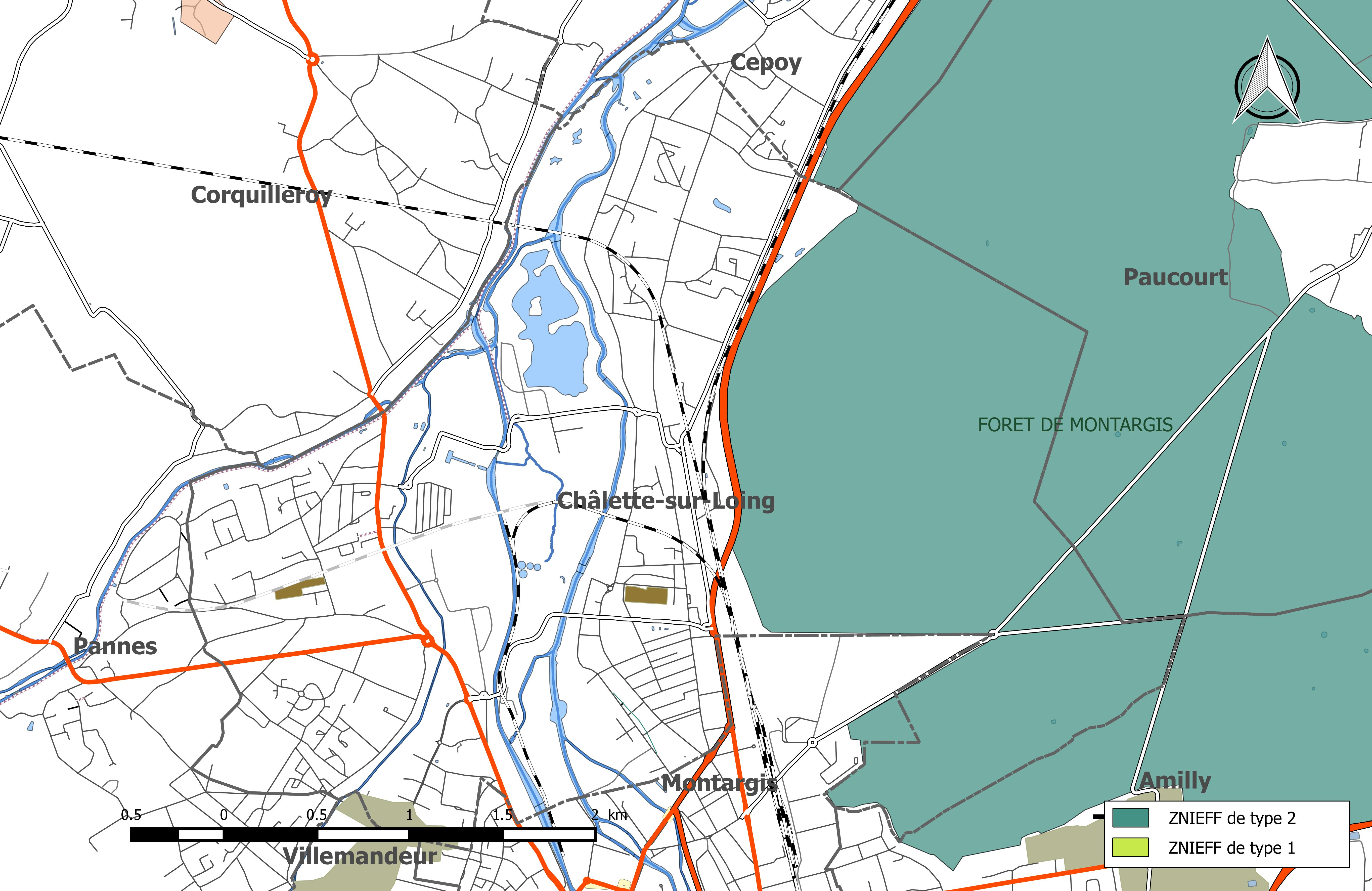
Carte des ZNIEFF de la commune et de ses abords.

L’inventaire des zones naturelles d'intérêt écologique, faunistique et floristique (ZNIEFF) a pour objectif de réaliser une couverture des zones les plus intéressantes sur le plan écologique, essentiellement dans la perspective d’améliorer la connaissance du patrimoine naturel national et de fournir aux différents décideurs un outil d’aide à la prise en compte de l’environnement dans l’aménagement du territoire. Le territoire communal de Châlette-sur-Loing comprend une ZNIEFF.
La ZNIEFF, de deuxième génération et de type 2, dénommée "forêt de Montargis", d'une superficie de 4 598 hectares, est répertoriée depuis 1985-86 pour ses intérêts écologiques et faunistiques. Elle s'étend sur 9 communes, dont Amilly pour la quadrant sud-ouest de la ZNIEFF correspondant à la partie est de la commune. Son altitude varie entre 88 et 133 m. Le chêne est l'essence la plus représentée, toutefois, la chênaie-hêtraie est présente sous forme de stations de faible superficie. La flore se caractérise par la présence de végétaux associés aux sols acides comme la callune (Calluna vulgaris), la violette des chiens (Viola canina) ou la myrtille (vaccinium myrtillus), et aux sols neutres à légèrement alcalins sur calcaire ou marne (Rosa micrantha, la scille à deux feuilles (Scilla bifolia), le céphalanthère à longues feuilles (Cephalanthera longifolia), le gaillet odorant (Galium odoratum). Un réseau complexe de mares (toutes ne sont pas en eau la même année) conduit à de notables déplacements d'amphibiens en période de reproduction. Le nord-est du massif est ainsi directement concerné. Le nord du massif, nettement relié à la vallée de la Clairis correspond également à un secteur de mouvements importants de mammifères grands et petits ainsi que pour l'avifaune. L' intérêt pour les chiroptères semble s'être déplacé durant les années vers la vallée de la Clairis.
La forêt de Montargis est gérée par l'Office national des forêts.

## Urbanisme

### Typologie
Au 1er janvier 2024, Châlette-sur-Loing est catégorisée centre urbain intermédiaire, selon la nouvelle grille communale de densité à sept niveaux définie par l'Insee en 2022.
Elle appartient à l'unité urbaine de Montargis, une agglomération intra-départementale regroupant huit  communes, dont elle est ville-centre,,. Par ailleurs la commune fait partie de l'aire d'attraction de Montargis, dont elle est une commune du pôle principal,. Cette aire, qui regroupe 33 communes, est catégorisée dans les aires de 50 000 à moins de 200 000 habitants,.

### Occupation des sols
L'occupation des sols de la commune, telle qu'elle ressort de la base de données européenne d’occupation biophysique des sols Corine Land Cover (CLC), est marquée par l'importance des territoires artificialisés (57,9 % en 2018), en augmentation par rapport à 1990 (51,5 %). La répartition détaillée en 2018 est la suivante : 
forêts (38,6 %), zones urbanisées (37,4 %), zones industrielles ou commerciales et réseaux de communication (10,6 %), espaces verts artificialisés, non agricoles (9,9 %), eaux continentales (2 %), zones agricoles hétérogènes (1,5 %).
L’évolution de l’occupation des sols de la commune et de ses infrastructures peut être observée sur les différentes représentations cartographiques du territoire : la carte de Cassini (XVIIIe siècle), la carte d'état-major (1820-1866) et les cartes ou photos aériennes de l'IGN pour la période actuelle (1950 à aujourd'hui).

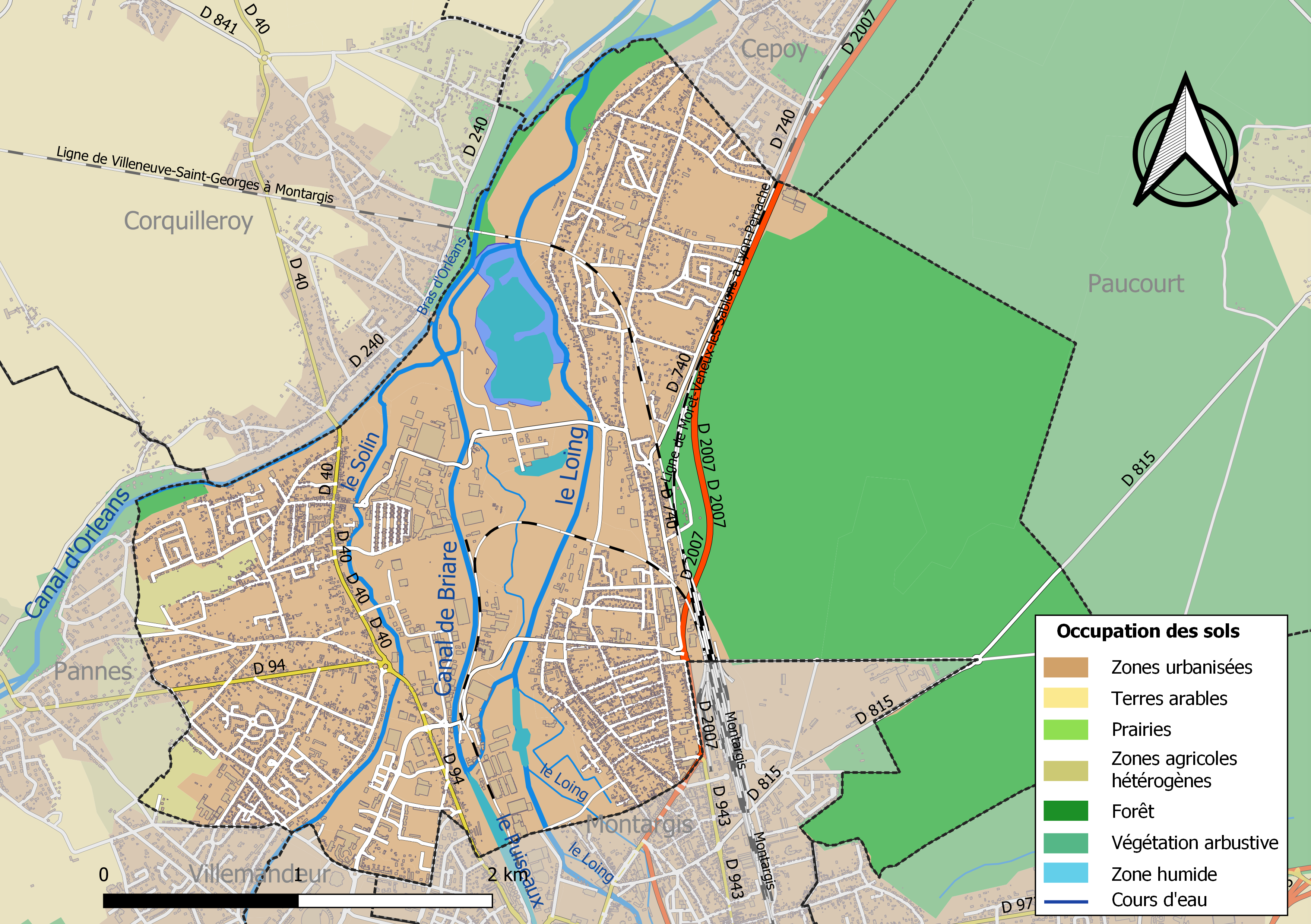
Carte des infrastructures et de l'occupation des sols de la commune en 2018 (CLC).
Carte orthophotographique de la commune en 2016.

### Cadre de vie

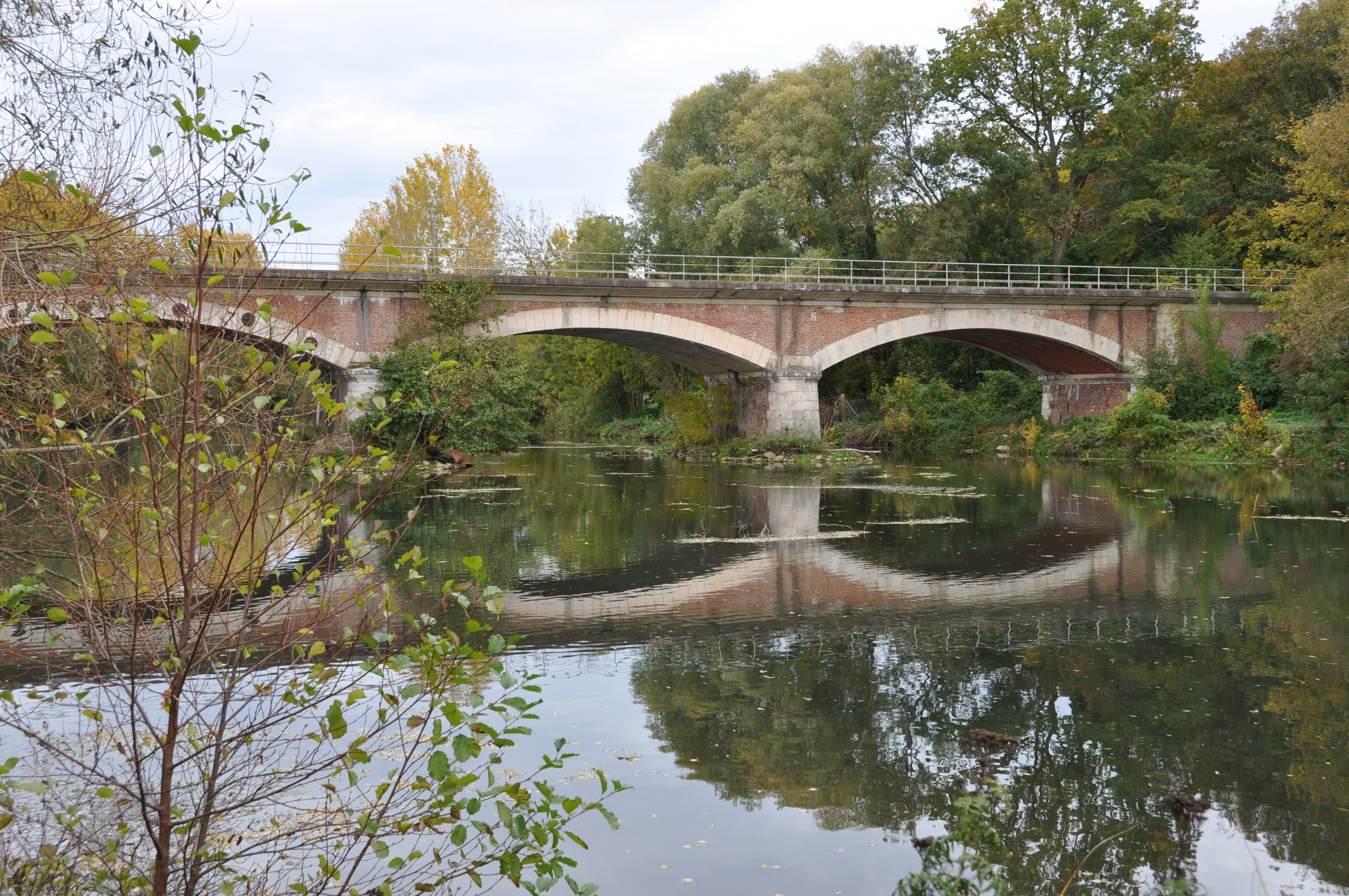
Pont sur le Loing, franchi par la ligne ferroviaire de Villeneuve-Saint-Georges à Montargis via Corbeil-Essonnes, comportant, entre Malesherbes et Montargis, une voie unique non électrifiée, fermée à tout trafic.

- Label ville fleurie : deux fleurs attribuées par le conseil national des villes et villages fleuris de France au Concours des villes et villages fleuris[44].
- La ville comporte, dans le lit alluvial du Loing[note 1], comme dans de nombreuses autres communes baignées par cette rivière, un lac artificiel, vestige d'une carrière d'exploitation de sables et granulats, où l'on peut trouver des méduses d'eau douce.

### Voies de communication et transports

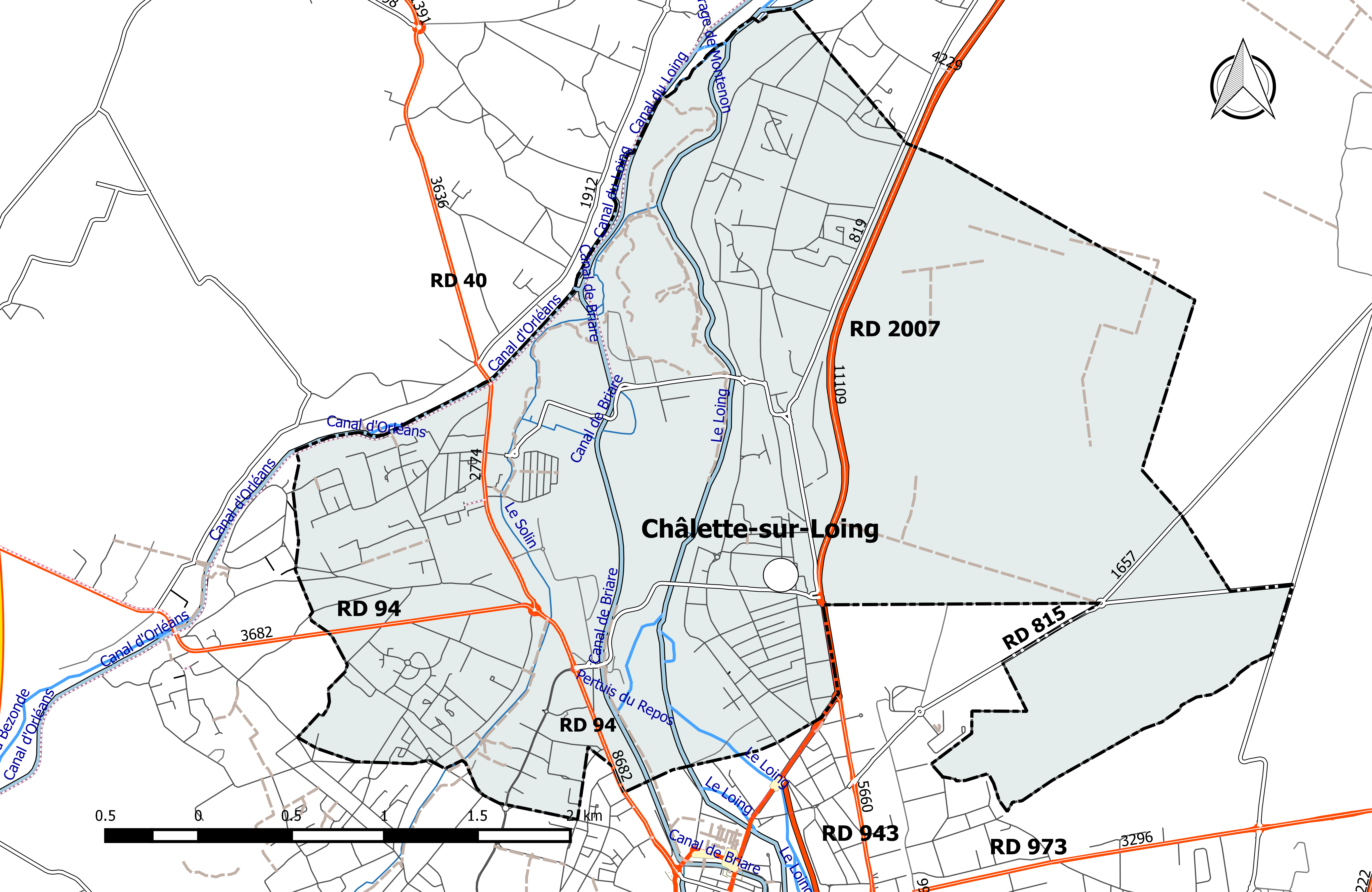
Réseau routier principal de la commune de Châlette-sur-Loing (avec indication du trafic routier 2014).

La commune est desservie par les transports en commun de l'agglomération montargoise.

### Risques naturels et technologiques
La commune de Châlette-sur-Loing est vulnérable à différents aléas naturels : inondations (par débordement du Loing), climatiques (hiver exceptionnel ou canicule), mouvements de terrains ou sismique (sismicité faible). 
Elle est également exposée à un risque technologique : le risque de transport de matières dangereuses
.
Entre 1989 et 2019, quatre arrêtés ministériels ayant porté reconnaissance de catastrophe naturelle ont été pris pour le territoire de la commune  de Châlette-sur-Loing : deux  pour des inondations et coulées de boues et deux pour des mouvements de terrains.

#### Risques naturels
Le territoire communal est traversé par le canal d’Orléans à l’ouest, le Solin et la vallée du Loing empruntée par le canal de Briare. L'ensemble de ces cours d’eau traversant la commune conflue dans la partie nord de son territoire. La densité de ce réseau hydrographique conjuguée avec l'importance de la population conduit à une vulnérabilité importante au risque d'inondation. Plus de 600 personnes sont concernées, habitant soit en pavillons (rues de Villemandeur, Roger Salengro, Lazare Carnot, Marceau, du Lac et de la Fontaine) ou en collectifs (rues Van Gogh et Roger Salengro (foyer logement)). Des entreprises sont aussi susceptibles d'être affectées : Hutchinson, Comptoir forestier, Caproga, Guyomarc’h. Les crues ont essentiellement lieu aux mois de décembre, janvier et février, qui concentrent l’ensemble des crues majeures, plus rarement en automne (octobre 1896), et au printemps (mai 1836). Les deux crues de référence sont celles de janvier 1910 (3,16 m à Montargis) et de mai-juin 2016 (3,36 m à la même station),. Le risque d'inondation est pris en compte dans l'aménagement du territoire de la commune par le biais du Plan de prévention du risque inondation (PPRI) Agglomération montargoise et Loing Aval approuvé le 20 juin 2007 par arrêté préfectoral et modifié en 2013 pour la commune de Dordives.
Le territoire de la commune peut également être concerné par un risque d'effondrement de cavités souterraines non connues. Une cartographie départementale de l'inventaire des cavités souterraines et des désordres de surface a été réalisée. Il a été recensé sur la commune plusieurs effondrements de cavités.
Par ailleurs, le sol du territoire communal peut faire l'objet de mouvements de terrain liés à la sécheresse. Le phénomène de retrait-gonflement des argiles est la conséquence d'un changement d'humidité des sols argileux. Les argiles sont capables de fixer l'eau disponible mais aussi de la perdre en se rétractant en cas de sécheresse. Ce phénomène peut provoquer des dégâts très importants sur les constructions (fissures, déformations des ouvertures) pouvant rendre inhabitables certains locaux. Celui-ci a particulièrement affecté le Loiret après la canicule de l'été 2003. Une grande partie du territoire de la commune est soumis à un aléa « moyen » face à ce risque, selon l'échelle définie par le Bureau de recherches géologiques et minières (BRGM).
Depuis le 22 octobre 2010, la France dispose d’un nouveau zonage sismique divisant le territoire national en cinq zones de sismicité croissante. La commune, à l’instar de l’ensemble du département,  est concernée par un risque très faible.

#### Risques technologiques
La commune est concernée par le risque de transport de matières dangereuses, en raison du passage sur son territoire d'une canalisation de gaz et d'itinéraires routiers structurants supportant un fort trafic (la route départementale 740),

## Toponymie
Du mot latin cataracta (chute d’eau).
L'accent circonflexe sur le nom « Châlette » est apparu au cours du XIXe siècle. On le rencontre de façon rarissime auparavant (actes notariés, textes imprimés, etc.).
Châlette prend le nom de Châlette-sur-Loing par décret du 21 février 1933.
La typographie sans accent circonflexe tend à être à nouveau utilisée, par exemple par le site Internet géré par la commune.

## Histoire
Le nom de Châlette est cité dès le début du IXe siècle (Caderaita), comme appartenant au patrimoine d'une certaine Gile (Gisla), possessionnée dans tout le Gâtinais. Elle en fit don à l'abbaye de Gembloux que venait de fonder son petit-fils saint Guibert, donation entérinée en 946 par une charte d'Otton Ier du Saint-Empire.
Le 26 janvier 1065, le seigneur du bourg, Gasbert, donne à l'abbaye de Saint-Benoît l'église de Châlette et ses dépendances : tout le bourg, huit arpents de pré, une pêcherie et trois moulins contigus à l'église.
Au XIIIe siècle, Pierre-Lancelot de Machault (mort en croisade devant Tunis en 1270), chambellan-précepteur du futur roi Philippe III le Hardi, reçoit à l'occasion de son mariage avec la dame Isabelle de Gy, « la pêcherie sur le Loing, face à sa maison ». Les moines quittèrent définitivement Châlette à cette époque. Le bourg resta dans la famille de Machaut de 1285 à 1530.
Au XVIIe siècle, les moulins étaient nombreux sur les deux rivières, on n'en comptait pas moins de cinq sur le territoire ; moulins à blé, à froment, à tan. On y broyait de l'écorce de chêne et même le bois lui-même pour les tanneries de Montargis.

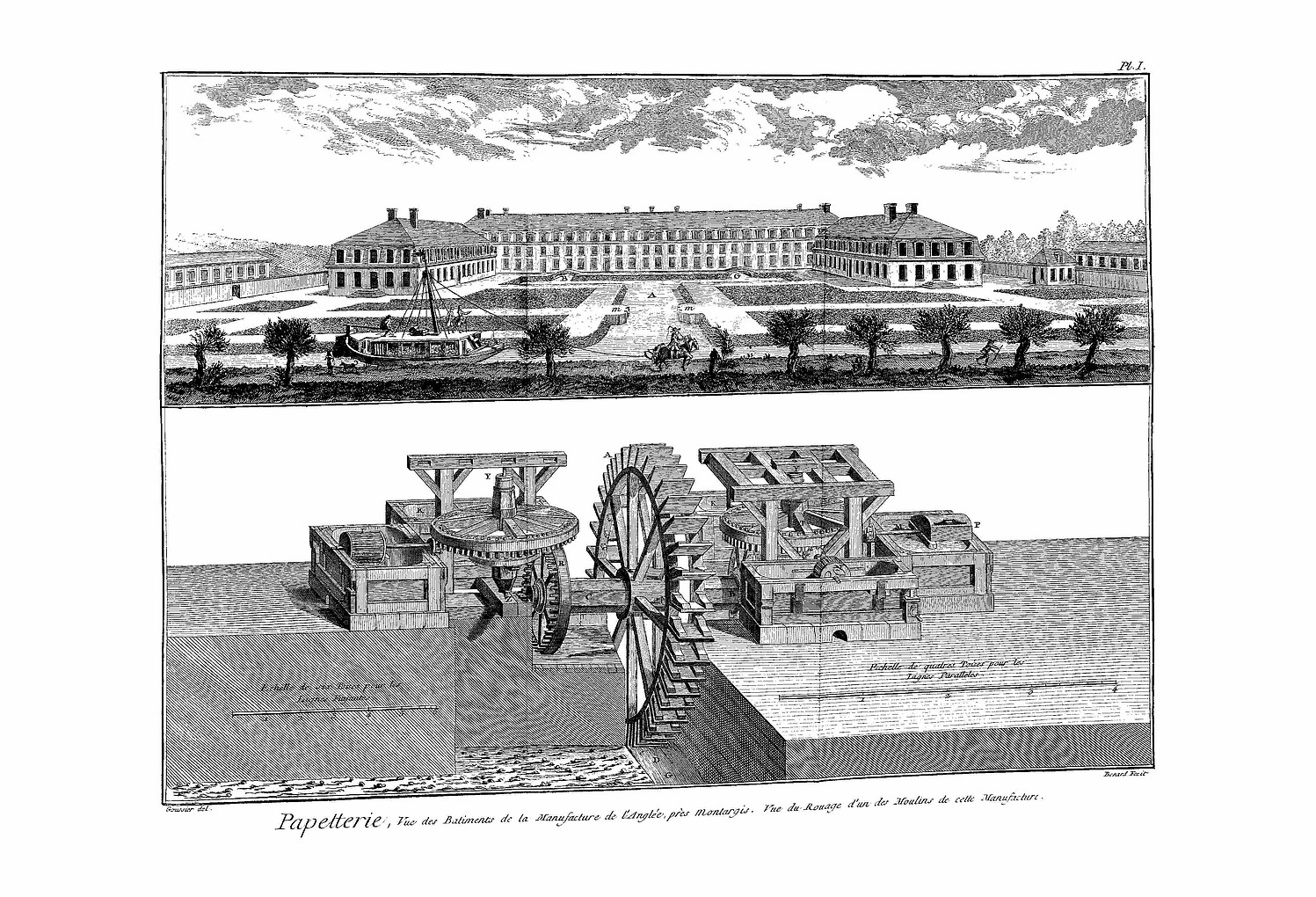
Robert Bénard, Manufacture à papier de Langlée et rouage d'un de ses moulins, gravure pour L'Encyclopédie de Diderot et d'Alembert.

Au XVIIIe siècle, le moulin à tan de Langlée fut supprimé pour être remplacé le 27 février 1738 par la papeterie de Langlée, fondée par Jean-Baptiste Gastumeau. Cette dernière devait laisser la place aux établissements Hutchinson à partir de 1853 qui firent la richesse du bourg de Vésines qui devint ensuite un des quartiers les plus animés de Châlette. On y fabriquait notamment des bottes de la marque l'Aigle.
Entre le 29 janvier et le 8 février 1939, plus de 2 800 réfugiés espagnols fuyant l'effondrement de la république espagnole devant les troupes de Franco, arrivent dans le Loiret. Devant l'insuffisance des structures d'accueil d’Orléans, 46 centres d’accueil ruraux sont ouverts, dont un à Châlette-sur-Loing. Les réfugiés, essentiellement des femmes et des enfants (les hommes sont désarmés et retenus dans le Sud de la France), sont soumis à une quarantaine stricte, vaccinés, le courrier est limité, et le ravitaillement, s'il est peu varié et cuisiné à la française, est cependant assuré. Une partie des réfugiés rentrent en Espagne, incités par le gouvernement français qui facilite les conditions du retour, ceux préférant rester sont regroupés au camp de la verrerie des Aydes, à Fleury-les-Aubrais.

## Politique et administration

### Découpage territorial

#### Bloc communal: Commune et intercommunalités
La paroisse et bourg de Châlette-sur-Loing acquiert le statut de municipalité avec le décret du 12 novembre 1789 de l'Assemblée Nationale puis celui de « commune », au sens de l'administration territoriale actuelle, par le décret de la Convention nationale du 10 brumaire an II (31 octobre 1793). Il faut toutefois attendre la loi du 5 avril 1884 sur l'organisation municipale pour qu'un régime juridique uniforme soit défini pour toutes les communes de France, point de départ de l’affirmation progressive des communes face au pouvoir central.
Aucun événement de restructuration majeure du territoire, de type suppression, cession ou réception de territoire, n'a affecté la commune depuis sa création.

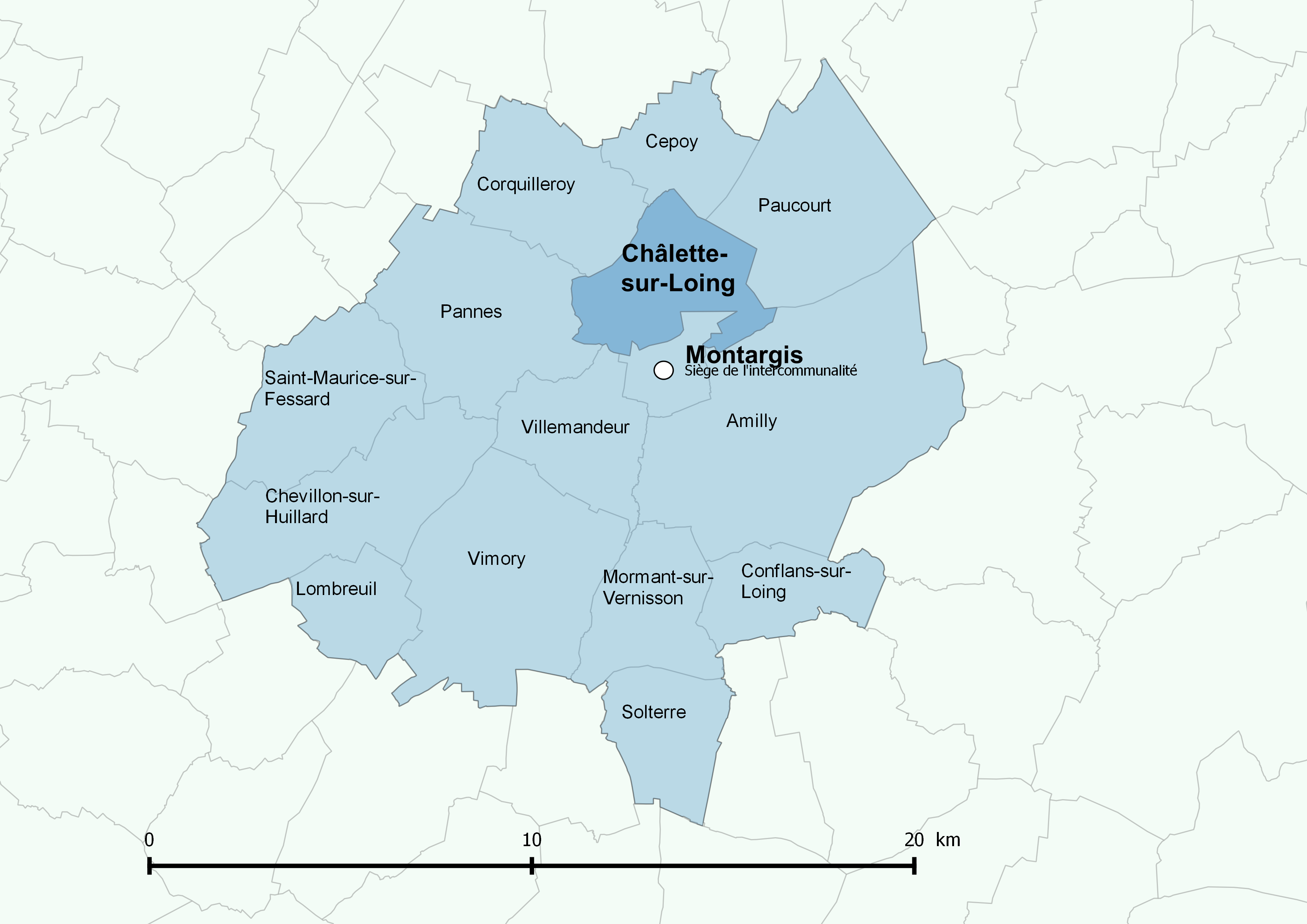
Localisation de la commune de Châlette-sur-Loing dans la communauté d'agglomération Agglomération Montargoise et Rives du Loing.

Initialement constitué par arrêté préfectoral le 30 mai 1959, le district urbain de l’agglomération Montargoise, le plus ancien district de France, regroupait huit communes dont la commune de Châlette-sur-Loing. Celui-ci avait des compétences réduites : ordures ménagères, transports, service départemental d’incendie et de secours (SDIS) et assainissement. La communauté d’agglomération a été créée dans l’optique d’avoir une mutualisation des moyens. En application des dispositions de la loi no 99-586 du 12 juillet 1999 relative au renforcement et à la simplification de la coopération intercommunale, le district s’est transformé en communauté d’agglomération qui a pris le nom de « Agglomération Montargoise et Rives du Loing » par arrêté préfectoral du 14 décembre 2001. Les statuts dont été adoptés le 13 juin 2002. La commune appartient à d'autres établissements publics de coopération intercommunale, de type syndicats ou autres regroupements intercommunaux. Le découpage territorial de ces structures est en constante évolution dans une perspective de rationalisation et d'efficience des services.
La loi du 7 août 2015 portant nouvelle organisation territoriale de la République (dite loi NOTRe), visant une réduction du nombre d'intercommunalités en France, fait passer de 5 000 à 15 000 habitants, sauf exceptions, le seuil démographique minimal pour constituer une intercommunalité et a un impact sur les périmètres des intercommunalités du département du Loiret dont le nombre passe de 28 à 16. Mais la communauté d'agglomération Agglomération Montargoise et Rives du Loing, dont la population totale dépasse le nouveau seuil minimal, ne voit pas son périmètre changer et la commune de Châlette-sur-Loing en reste donc membre. Cette loi a toutefois un impact sur ses compétences avec l'attribution de nouvelles compténces comme de la gestion des milieux aquatiques et de la prévention des inondations à partir du 1er janvier 2018.

#### Circonscriptions de rattachement
Sous l'Ancien Régime, à la veille des États généraux de 1789, la paroisse de Châlette était rattachée, sur le plan ecclésiastique, à l'ancien diocèse de Sens, et sur le plan judiciaire au bailliage de Montargis.
La loi du 22 décembre 1789 divise le pays en 83 départements découpés chacun en six à neuf districts eux-mêmes découpés en cantons regroupant des communes. Les districts, tout comme les départements, sont le siège d’une administration d’État et constituent à ce titre des circonscriptions administratives. La commune de Châlette-sur-Loing est alors incluse dans le canton de Montargis, le district de Montargis et le département du Loiret.
La recherche d’un équilibre entre la volonté d’organiser une administration dont les cadres permettent l’exécution et le contrôle des lois d’une part, et la volonté d’accorder une certaine autonomie aux collectivités de base (paroisses, bourgs, villes) d’autre part, s’étale de 1789 à 1838. Les découpages territoriaux évoluent ensuite au gré des réformes visant à décentraliser ou recentraliser l'action de l'État. La régionalisation fonctionnelle des services de l'État (1945-1971) aboutit à la création de régions. L'acte I de la décentralisation de 1982-1983 constitue une étape importante en donnant l'autonomie aux collectivités territoriales, régions, départements et communes. L'acte II intervient en 2003-2006, puis l'acte III en 2012-2015.
Le tableau suivant présente les rattachements, au niveau infra-départemental, de la commune de Châlette-sur-Loing aux différentes circonscriptions administratives et électorales ainsi que l'historique de l'évolution de leurs territoires.
| Circonscription             | Nom                | Période   | Type                         | Évolution du découpage territorial |
| --------------------------- | ------------------ | --------- | ---------------------------- | --- |
| District                    | Montargis          | 1790-1795 | Administrative               | La commune est rattachée au district de Montargis de 1790 à 1795,. La Constitution du 5 fructidor an III, appliquée à partir de vendémiaire an IV (1795) supprime les districts, rouages administratifs liés à la Terreur, mais maintient les cantons qui acquièrent dès lors plus d'importance. |
| Canton                      | Montargis          | 1790-1801 | Administrative et électorale | En 1790, lors de la création des cantons, districts et départements, la commune de Châlette-sur-Loing est rattachée au canton de Montargis. Les cantons sont supprimés, en tant que découpage administratif, par une loi du 26 juin 1793, et ne conservent qu'un rôle électoral. Ils permettent l’élection des électeurs du second degré chargés de désigner les députés. Ils acquièrent une fonction administrative avec la disparition des districts en 1795. |
| Canton                      | Montargis          | 1801-1973 | Administrative et électorale | Sous le Consulat, un redécoupage territorial visant à réduire le nombre de justices de paix ramène le nombre de cantons dans le Loiret de 59 à 31. Châlette-sur-Loing est alors rattachée au canton de Montargis par arrêté du 9 vendémiaire an X (30 septembre 1801),. |
| Canton                      | Châlette-sur-Loing | 1973-2015 | Administrative et électorale | En 1973, la commune est rattachée au canton de Châlette-sur-Loing, un canton issu de la division de l'ancien canton de Montargis. |
| Canton                      | Châlette-sur-Loing | 2015-     | Électorale                   | La loi du 17 mai 2013 et ses décrets d'application publiés en février et mars 2014 introduisent un nouveau découpage territorial pour les élections départementales. La commune est alors rattachée au canton de Châlette-sur-Loing. Depuis cette réforme, plus aucun service de l'État n'exerce sa compétence sur un territoire s'appuyant sur le nouveau découpage cantonal. Le canton a disparu en tant que circonscription administrative de l'État ; il est désormais uniquement une circonscription électorale dédiée à l'élection d'un binôme de conseillers départementaux siégeant au conseil départemental. |
| Arrondissement              | Montargis          | 1801-     | Administrative               | Châlette-sur-Loing est rattachée à l'arrondissement de Montargis depuis sa création en 1801,. |
| Circonscription législative | 4e circonscription | 2010-     | Électorale                   | Lors du découpage législatif de 1986, le nombre de circonscriptions législatives passe dans le Loiret de 4 à 5. Un nouveau redécoupage intervient en 2010 avec la loi du 23 février 2010. En attribuant un siège de député « par tranche » de 125 000 habitants, le nombre de circonscriptions par département varie désormais de 1 à 21,. Dans le Loiret, le nombre de circonscriptions passe de cinq à six. La réforme n'affecte pas Châlette-sur-Loing qui reste rattachée à la quatrième circonscription. |

#### Collectivités de rattachement
La commune de Châlette-sur-Loing est rattachée au département du Loiret et à la région Centre-Val de Loire, à la fois circonscriptions administratives de l'État et collectivités territoriales.

### Politique et administration municipales

#### Administration municipale
Depuis les élections municipales de 2014, le conseil municipal  de Châlette-sur-Loing, commune de plus de 1 000 habitants, est élu au scrutin proportionnel de liste à deux tours (sans aucune modification possible de la liste), pour un mandat de six ans renouvelable. Il est composé de 33 membres. L'exécutif communal, est constitué par le maire, élu par le conseil municipal, parmi ses membres, pour un mandat de six ans, c'est-à-dire pour la durée du mandat du conseil.

#### Liste des maires
Franck Demaumont,, est maire (PCF) de Châlette-sur-Loing depuis 2002.

### Jumelages
| Ville | Ville                    | Pays | Pays     | Période                     |
| ----- | ------------------------ | ---- | -------- | --------------------------- |
|       | Nilüfer,                 |      | Turquie  | depuis le 21 septembre 2013 |
|       | Ponte de Lima            |      | Portugal |                             |
|       | raïon de Dnipro          |      | Ukraine  | depuis le 12 octobre 1974   |
|       | San Antonio de los Baños |      | Cuba     |                             |

## Équipements et services

### Environnement

#### Gestion des déchets
En 2016, la commune est membre du syndicat mixte de ramassage et de traitement des ordures ménagères (SMIRTOM) de Montargis, créé en 1968. Celui-ci assure la collecte et le traitement des ordures ménagères résiduelles, des emballages ménagers recyclables et des encombrants en porte à porte et du verre en points d’apport volontaire. Un réseau de trois déchèteries accueille les encombrants et autres déchets spécifiques (déchets verts, déchets dangereux, gravats, ferraille, cartons…). La déchèterie la plus proche de la commune est située sur la commune de Corquilleroy.
Le SMIRTOM de Montargis procède également à l'élimination et la valorisation énergétique des déchets ménagers et de ceux issus de la collecte sélective dans l'unité d'Amilly, construite en 1969. Une convention de délégation du service public de traitement a été conclue en 2013 avec la société Novergie Centre, filiale énergie du Groupe Suez pour la valorisation énergétique des déchets.
Depuis le 1er janvier 2017, la « gestion des déchets ménagers » ne fait plus partie des compétences de la commune mais est une compétence obligatoire de la communauté d'agglomération Agglomération montargoise et rives du Loing en application de la loi NOTRe du 7 août 2015.

#### Production et distribution d'eau
Le service public d’eau potable est une compétence obligatoire des communes depuis l’adoption de la loi du 30 décembre 2006 sur l’eau et les milieux aquatiques. Au 31 décembre 2016, la production et la distribution de l'eau potable sur le territoire communal sont assurées par la Communauté de l'Agglomération Montargoise Et des Rives du Loing (A.M.E.),,. L'eau brute est pompée par le biais de six forages : trois à Amilly (la Chise 1, la Chise 2 et la Chise 3) et trois à Pannes (la Justice-Aunois, la Rivière-Aunois et la Grand Aunois). En 2015, 3 410 022 m3 d'eaux brutes ont été prélevés en nappe pour desservir les 21 102 abonnés de l'agglomération montargoise (soit 52 092 habitants raccordés).

#### Assainissement
La compétence assainissement, qui recouvre obligatoirement la collecte, le transport et l’épuration des eaux usées, l’élimination des boues produites, ainsi que le contrôle des raccordements aux réseaux publics de collecte, est également assurée par l'A.M.E,,  qui dispose ainsi en 2015 d’un réseau de 384,8 km, de 11 737 regards de visite et de 145 postes de relevage et de trois stations d’épuration principales situées à Chalette-sur-Loing, à Amilly et à Vimory. La commune est raccordée à la station d'épuration située sur le territoire de la commune de Chalette-sur-Loing, mise en service le 1er janvier 2004 et dont la capacité nominale de traitement est de  85 000 EH, soit 16 700 m3/jour. Cet équipement utilise un procédé d'épuration biologique dit « à boues activées ». Son exploitation est assurée en 2017 par la Lyonnaise des Eaux Amilly,.
Certaines rues de la commune ne sont pas desservies par le réseau d’eaux usées (réseau d’assainissement collectif) de l’Agglomération montargoise et les habitations doivent dès lors être pourvues d’un système d’assainissement individuel. L’assainissement non collectif (ANC) désigne ces installations individuelles de traitement des eaux domestiques qui ne sont pas desservies par un réseau public de collecte des eaux usées et qui doivent en conséquence traiter elles-mêmes leurs eaux usées avant de les rejeter dans le milieu naturel. L'agglomération montargoise assure le service public d'assainissement non collectif (SPANC), qui a pour mission de vérifier la bonne exécution des travaux de réalisation et de réhabilitation, ainsi que le bon fonctionnement et l’entretien des installations,.

### Enseignement
Châlette, qui fait partie de la zone B, est situé dans l'académie d'Orléans-Tours. On y trouve six écoles maternelles, cinq écoles élémentaires et quatre établissements secondaires,.

## Population et société

### Démographie
L'évolution du nombre d'habitants est connue à travers les recensements de la population effectués dans la commune depuis 1793. Pour les communes de plus de 10 000 habitants les recensements ont lieu chaque année à la suite d'une enquête par sondage auprès d'un échantillon d'adresses représentant 8 % de leurs logements, contrairement aux autres communes qui ont un recensement réel tous les cinq ans,.
En 2022, la commune comptait 12 958 habitants, en évolution de +1,66 % par rapport à 2016 (Loiret : +1,89 %, France hors Mayotte : +2,11 %).
| 1793 | 1800 | 1806 | 1821 | 1831 | 1836 | 1841 | 1846 | 1851 |
| ---- | ---- | ---- | ---- | ---- | ---- | ---- | ---- | ---- |
| 410  | 458  | 656  | 626  | 630  | 713  | 537  | 607  | 527  |

| 1856 | 1861 | 1866 | 1872 | 1876  | 1881  | 1886  | 1891  | 1896  |
| ---- | ---- | ---- | ---- | ----- | ----- | ----- | ----- | ----- |
| 748  | 810  | 895  | 949  | 1 132 | 1 462 | 1 778 | 1 950 | 2 356 |

| 1901  | 1906  | 1911  | 1921  | 1926  | 1931  | 1936  | 1946  | 1954  |
| ----- | ----- | ----- | ----- | ----- | ----- | ----- | ----- | ----- |
| 2 838 | 3 178 | 3 867 | 4 293 | 5 487 | 7 098 | 6 856 | 7 240 | 7 895 |

| 1962  | 1968   | 1975   | 1982   | 1990   | 1999   | 2006   | 2011   | 2016   |
| ----- | ------ | ------ | ------ | ------ | ------ | ------ | ------ | ------ |
| 9 531 | 12 745 | 13 820 | 14 961 | 14 591 | 13 969 | 13 026 | 13 104 | 12 746 |

| 2021   | 2022   | - | - | - | - | - | - | - |
| ------ | ------ | - | - | - | - | - | - | - |
| 12 728 | 12 958 | - | - | - | - | - | - | - |

### Immigration
En 2008, la ville compte 2 784 immigrés soit 21,4 % de sa population. En 1999, 56,1 % des jeunes de moins de 18 ans étaient d'ascendance étrangère dont 42,3 % d'origine maghrébine, subsaharienne ou turque.

### Médias
- Radio C2L (Anciennement Radio Chalette) émettant sur 89.3 FM[127].

### Sports
- US Châlette, club de football créé en 2002, issu de la fusion de plusieurs clubs alentour.
- Le Guidon chalettois, club cycliste.
- Sporting Club de Châlette, historiquement connu pour représenter la minorité portugaise de Châlette.
- Le 5 septembre 2008, la commune accueille le départ du Tour de l'Avenir 2008, au travers un prologue de 7,5 km ainsi que le départ de la première étape le lendemain[128].
- Le 8 juillet 2010, la commune accueille le Tour de France 2010, au travers un passage dans plusieurs rue de la ville avant l'arrivée de Montargis.

## Économie
- Parcs d'activités de Saint-Gobain, de la Grande Prairie et de Château Blanc ;
- Hutchinson (caoutchouc). Il s'agit du plus gros employeur de la commune. L'usine fabrique des pneus, des Durits pour l'industrie automobile et des joints d'étanchéité pour l'habitation.

## Culture locale et patrimoine

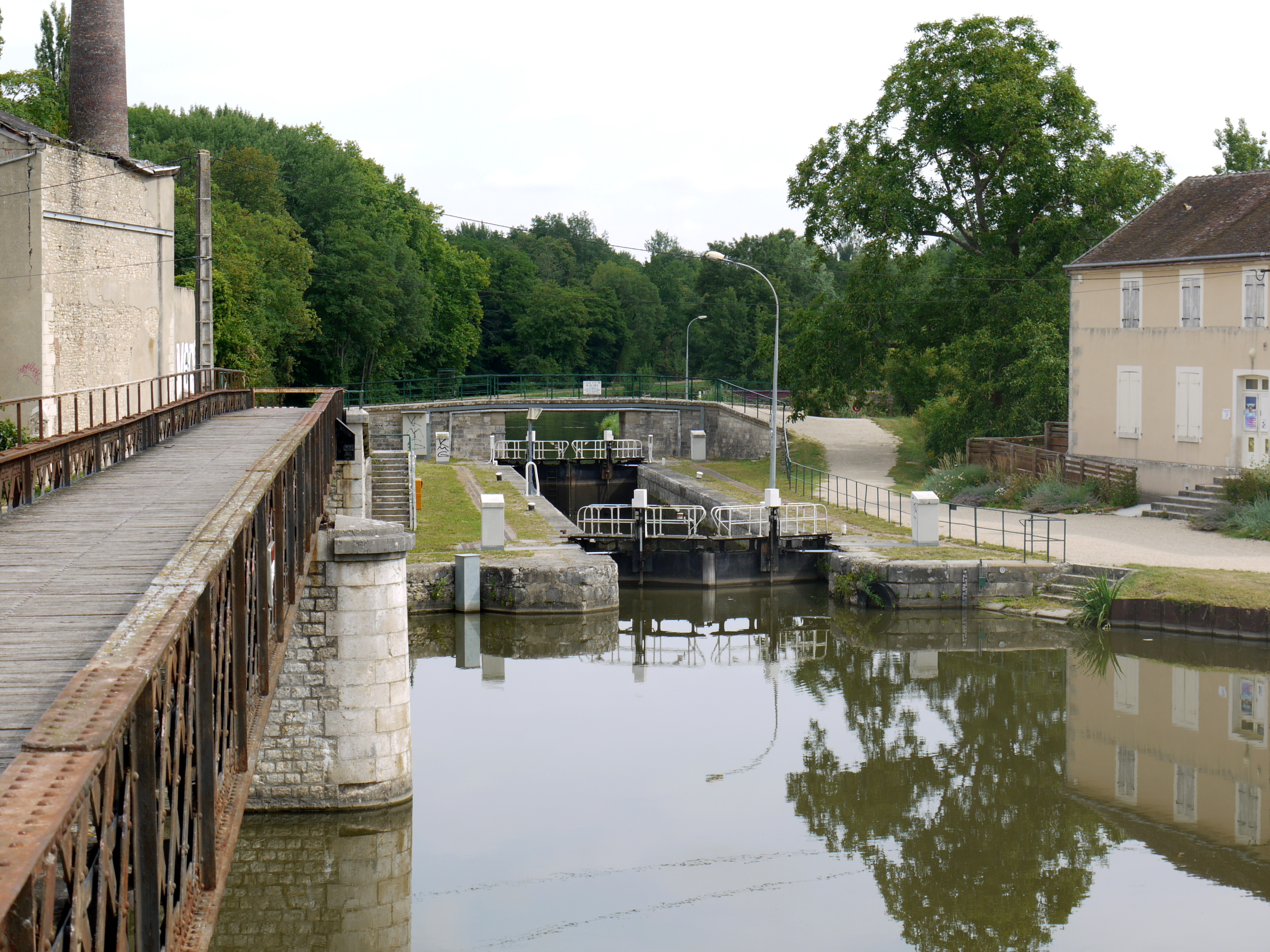
Écluse de Buges

### Patrimoine civil
- Le site de l'écluse n°36 de Buges, comprenant la maison éclusière, la passerelle métallique et le point de jonctions des canaux de Briare, du Loing et d'Orléans, est inscrit depuis 1999 en tant que monument historique[129].
- La papeterie royale est construite entre 1738 et 1740 par une compagnie de financiers proches du duc d'Orléans près de la jonction des canaux du Loing et d'Orléans. Elle est la première à remplacer les maillets par des cylindres hollandais pour déchiqueter les chiffons[130]. La partie de la manufacture sur le site de Langlée est remplacée par l'usine Hutchinson et celle située près de Buges, sur les communes de Châlette et de Corquilleroy, est entièrement détruite par un violent incendie le 12 juin 1892[131].
- L'église Sainte-Thérèse-de-l'Enfant-Jésus, à Vésines[132]

### Personnalités liées à la commune
- Joseph Placide Alexandre Léorier (1772-1831), général des armées de la République.
- Pierre-Jacques de Potier (1780-1840), général français. Mort au Lancy, commune de Châlette-sur-Loing, le 2 mai 1840, il fut inhumé dans le cimetière communal (la sépulture n'existe plus de nos jours).
- Marcel Pérès (1898-1974), acteur de cinéma français, est décédé à Châlette-sur-Loing ;
- Deng Xiaoping (1904-1997), secrétaire général du parti communiste chinois de 1956 à 1967 et chef suprême, de facto, de la République populaire de Chine de 1978 à 1992, travailla durant sa jeunesse (du 13 février 1922 au 7 mars 1923) à la fabrique de galoches Hutchinson[133], à Châlette-sur-Loing (où il était connu comme Teng Hi Hien, autre transcription de son ancien nom Deng Xixian) ;
- Jean Joubert (1928-2015), écrivain français, est né à Châlette-sur-Loing ;
- Daniel Delaveau, maire de Rennes de 2008 à 2014, est né à Châlette-sur-Loing en 1952.

### Culture
- Le festival, "Ma ville est un monde", dont la saison 2009 a eu lieu le 19 au 21 juin 2009.

### Héraldique
| Blason de Châlette-sur-Loing | Les armes de Châlette-sur-Loing se blasonnent ainsi : Écartelé : au premier, d'azur au lion d'or ; au deuxième, de gueules à un arbre arraché de sinople (à enquerre) ; au troisième, de gueules à deux bars adossés d'argent ; au quatrième, d'or à une onde d'azur sommée d'une roue de moulin de sable. * Il y a là non-respect de la règle de contrariété des couleurs : ces armes sont fautives. - Le premier quartier du blason (en haut à gauche) représente un lion dressé jaune sur un fond bleu : ce symbole représente les armes de la famille de Machaut d'où étaient issus les seigneurs de Châlette de 1285 à 1530. - Le deuxième quartier (à droite du précédent) représente un arbre vert dont on voit les racines, sur fond rouge. Cet arbre symbolise la portion de forêt que possède Châlette-sur-Loing ; portion non négligeable, car avec ses 465 hectares de bois, Châlette-sur-Loing est considérée comme une commune forestière du département. - Le troisième quartier (en bas à gauche) représente deux poissons blancs dos à dos, sur fond rouge. Ces deux poissons représentent les deux rivières le Loing et son affluent le Solin. - Le quatrième quartier représente une bande ondulée bleue surmontée d'une roue de moulin noire sur fond jaune. Ce dernier symbole représente l'activité industrielle de Châlette-sur-Loing, l'onde symbolisant le canal de Briare, près duquel s'étend la zone industrielle. |